# جون كيرتز
جون كيرتز هو لاعب هوكي الجليد كندي، ولد في 16 مايو 1989 في أوكفيل في كندا.

## وصلات خارجية
- جون كيرتز على موقع دوري الهوكي الوطني (الإنجليزية)
- جون كيرتز على موقع EliteProspects.com (الإنجليزية)
- جون كيرتز على موقع HockeyDB.com (الإنجليزية)